# Pajhwok Afghan News
Pajhwok Afghan News (kurz PAN) ist eine afghanische Nachrichtenagentur. Sie wurde im März 2004 vom Institute for War and Peace Reporting gegründet. Sie ist Afghanistans größte regionale Agentur und betreibt acht Büros in den Provinzen. Die Nachrichten werden in Englisch, Paschtu und Dari zur Verfügung gestellt.
Die Agentur wird von Danish Karokhel geleitet.